# 比利亚尔瓦德佩雷希尔
比利亚尔瓦德佩雷希尔，是西班牙阿拉贡自治区萨拉戈萨省的一个市镇。 总面积13平方公里，总人口115人（2001年），人口密度9人/平方公里。